# 흰눈썹긴팔원숭이
흰눈썹긴팔원숭이는 긴팔원숭이과의 4개의 속 중의 하나인 훌록속(또는 흰눈썹긴팔원숭이속)에 포함되는 유인원으로 3종이 있다.

## 하위 종
- 서부흰눈썹긴팔원숭이 (H. hoolock)
- 동부흰눈썹긴팔원숭이 (H leuconedys)
- 스카이워커흰눈썹긴팔원숭이 (H. tianxing)[1]